# أرمافير (أرمينيا)
أرمافير (بالأرمنية:Արմավիր) ، هي مدينة أرمينية، تبلغ عدد سكانها نحو 33,600 نسمة.

## المناخ
يظهر الجدول التالي التغييرات المناخية على مدار السنة لأرمافير:
| البيانات المناخية لـأرمافير       | البيانات المناخية لـأرمافير | البيانات المناخية لـأرمافير | البيانات المناخية لـأرمافير | البيانات المناخية لـأرمافير | البيانات المناخية لـأرمافير | البيانات المناخية لـأرمافير | البيانات المناخية لـأرمافير | البيانات المناخية لـأرمافير | البيانات المناخية لـأرمافير | البيانات المناخية لـأرمافير | البيانات المناخية لـأرمافير | البيانات المناخية لـأرمافير | البيانات المناخية لـأرمافير |
| الشهر                             | يناير                       | فبراير                      | مارس                        | أبريل                       | مايو                        | يونيو                       | يوليو                       | أغسطس                       | سبتمبر                      | أكتوبر                      | نوفمبر                      | ديسمبر                      | المعدل السنوي               |
| --------------------------------- | --------------------------- | --------------------------- | --------------------------- | --------------------------- | --------------------------- | --------------------------- | --------------------------- | --------------------------- | --------------------------- | --------------------------- | --------------------------- | --------------------------- | --------------------------- |
| متوسط درجة الحرارة الكبرى °م (°ف) | 1.5 (34.7)                  | 4.2 (39.6)                  | 11.3 (52.3)                 | 19.0 (66.2)                 | 24.0 (75.2)                 | 28.4 (83.1)                 | 32.6 (90.7)                 | 32.1 (89.8)                 | 28.2 (82.8)                 | 20.3 (68.5)                 | 12.3 (54.1)                 | 4.8 (40.6)                  | 18.2 (64.8)                 |
| المتوسط اليومي °م (°ف)            | −3.2 (26.2)                 | −0.8 (30.6)                 | 5.6 (42.1)                  | 12.5 (54.5)                 | 17.1 (62.8)                 | 21.0 (69.8)                 | 25.0 (77.0)                 | 24.4 (75.9)                 | 20.1 (68.2)                 | 13.1 (55.6)                 | 6.6 (43.9)                  | 0.5 (32.9)                  | 11.8 (53.3)                 |
| متوسط درجة الحرارة الصغرى °م (°ف) | −7.9 (17.8)                 | −5.6 (21.9)                 | −0.1 (31.8)                 | 6.0 (42.8)                  | 10.3 (50.5)                 | 13.7 (56.7)                 | 17.5 (63.5)                 | 16.8 (62.2)                 | 12.0 (53.6)                 | 5.9 (42.6)                  | 0.9 (33.6)                  | −3.8 (25.2)                 | 5.5 (41.9)                  |
| الهطول مم (إنش)                   | 19 (0.7)                    | 22 (0.9)                    | 24 (0.9)                    | 35 (1.4)                    | 52 (2.0)                    | 35 (1.4)                    | 17 (0.7)                    | 13 (0.5)                    | 15 (0.6)                    | 31 (1.2)                    | 24 (0.9)                    | 18 (0.7)                    | 305 (11.9)                  |
| المصدر: Climate-Data.org          |                             |                             |                             |                             |                             |                             |                             |                             |                             |                             |                             |                             |                             |

## توأمة
لأرمافير (أرمينيا) اتفاقيات توأمة مع كل من:
- دير الزور
- Allauch [الإنجليزية]‏
- أرمافير
- فيودوسيا

## أعلام
- أراجيك ماروتيان

## وصلات خارجية
- أرمافير (أرمينيا) في GEOnet
- قالب:ArmenianCensus
- World Gazeteer: Armenia – World-Gazetteer.com
- قالب:RediscoveringArmenia